# Christine Taylor
Christine Joan Taylor, född 30 juli 1971 i Allentown, Pennsylvania, är en amerikansk skådespelare. Hon är gift med den amerikanske skådespelaren Ben Stiller. De gifte sig den 13 maj 2000 och separerade under 2017. De har två barn ihop.

## Filmografi
- 1993 – Vad pojkar vill ha
- 1993 – Showdown
- 1994 – Night of the Demons 2
- 1995 – Breaking Free
- 1995 – Bradys klarar skivan
- 1995 – Here Comes the Munsters
- 1996 – Den onda cirkeln
- 1996 – Bradys får tillökning
- 1996 – Cat Swallows Parakeet and Speaks!
- 1996 – To the Ends of Time
- 1997 – Seinfeld (Ellen i avsnittet "The Van Buren Boys")
- 1997 – Vänner (TV-serie) (tre avsnitt)
- 1997 – Campfire Tales
- 1998 – Denial
- 1998 – Wedding Singer
- 1998 – Overnight Delivery
- 1999 – Desperate But Not Serious
- 1999 – Heat Vision and Jack
- 1999 – Kiss Toledo Goodbye
- 2001 – True Love
- 2001 – Zoolander
- 2003 – Harry's Girl
- 2004 – Dodgeball
- 2004 – The First Year's A Bitch
- 2005 – The Commuters
- 2005-2013 – Arrested Development, 4 avsnitt (gästroll i TV-serie)
- 2006 – 52 Fights
- 2006 – Room 6
- 2007 – Kabluey
- 2007 – Bröllopsprovet
- 2008 – Tropic Thunder
- 2010 – Phineas och Ferb, avsnitt The Beak (gäströst i TV-serie)
- 2012 – The First Time
- 2012-2013 – Burning Love (TV-serie)
- 2016 – Zoolander 2
- 2016 – Little Boxes